# 新川 (糸満市)
新川（あらかわ）は沖縄県糸満市字糸満の行政区の一つ。3区と呼ぶこともある。字糸満内では南部に位置し、南区よりももっとも南にしている。元々南区・前端区・新島区に挟まれた部分だけ住宅が密集していたが、1970年代に南側に親田原団地が建設され、次第に南側にも住宅などが建設された。

## 主要施設
- 琉球銀行糸満支店（2017年に前端区の糸満ロータリー近くから移転）

## 交通

### 道路
北側の境界線に沖縄県道77号糸満与那原線が通っている。

### 路線バス
長らく当地域内にはバス停はなかったが、2021年10月より南部循環線（107番・108番、琉球バス交通）が西崎方面への乗り入れと経路変更に伴い、これまで県道77号を通っていた一部区間（糸満ロータリー - 照屋県道54号交点）が潮崎入口の双子橋交差点から市道を通り、新屋敷区から県道54号経由のルートに変わり、新たに当地域内に親田原バス停が設置されたほか、双子橋（市道側）、親田原、稲嶺原入口（新屋敷区）、糸満高校前（照屋）と合わせて4ヶ所のバス停が設置された。南部循環線以外のバス路線はこれまで通り最寄のバス停として県道77号側が糸満ロータリー・新島・糸満小学校前の3か所、県道256号（旧国道331号）側はいずれも真栄里・三和地域の市南部方面で糸満市場前・双子橋の2か所にそれぞれ停車する。

#### 107番＆108番・南部循環線
停車するのは以下のバス停
- 糸満ロータリー（旧国道側のみ）
- 糸満市場前
- 双子橋（旧国道側、市道側）
- 親田原
- 稲嶺原入口
- 糸満高校前

107番は糸満ロータリー（旧国道南側）→糸満市場前→（潮崎・糸満市役所前）→双子橋（市道側）→親田原→稲嶺原入口→糸満高校前→照屋の順で停車し、市内一周後に双子橋（旧国道側）→（潮崎・糸満市役所）→糸満市場前→糸満ロータリー（旧国道南側・北側両方）の順に停車後、県道256号（旧国道）を北上し潮平・西崎方面へ向かう。
108番はその逆で最初に西崎・潮平経由後、県道256号（旧国道）を南下し糸満ロータリー（旧国道北側・南側両方）→糸満市場前→（潮崎・糸満市役所）→双子橋（旧国道側）の順に停車し、市内一周後に照屋→糸満高校前→稲嶺原入口→親田原→双子橋（市道側）→（潮崎・糸満市役所）→糸満市場前→糸満ロータリー（旧国道南側）の順に停車後糸満バスターミナルへ向かう。

#### 南部循環線以外の路線バス
県道77号側・県道256号（旧国道）側5か所すべてのバス停に停車する路線バス
停車するのは双子橋（旧国道側）、糸満市場前、糸満ロータリー（県道77号側）、新島、糸満小学校前の5ヶ所
- 446番・那覇糸満線（那覇バス）[1]

県道77号側のみ停車する路線バス
停車するバス停は糸満ロータリー、新島、糸満小学校前の3ヶ所
- 34番・糸満（東風平）線（沖縄バス）
- 35番・糸満（志多伯）線（沖縄バス）
- 36番・糸満～新里線（沖縄バス）
- 81番・西崎向陽高校線（琉球バス交通）
- 200番・糸満おもろまち線（沖縄バス）
- 235番・志多伯おもろまち線（沖縄バス）
- 334番・国立劇場おきなわ線（沖縄バス）

県道256号（旧国道）側のみ停車する路線バス
停車するバス停は糸満市場前、双子橋（旧国道側）の2ヶ所
- 82番・玉泉洞糸満線（琉球バス交通）

## 隣接する地域
- 南（字糸満内の行政区）
- 前端（字糸満内の行政区）
- 新島（字糸満内の行政区）
- 町端（字糸満内の行政区）
- 新屋敷（字糸満内の行政区）
- 真栄里